# منتزه لوغارا الوطني
محمية لوغارا الوطنية (بالألبانية: Parku Kombëtar i Llogarasë) هي محمية وطنية متمركزة على جبال سيراونيان على طول الريفيرا الألبانية في جنوب غرب ألبانيا، تمتد على مساحة 1,010 ها (10.1 كـم2).